# Deuterotinea casanella
Deuterotinea casanella — вид лускокрилих комах з родини еріокотид (Eriocottidae). Поширений в Румунії, Україні та на півдні Росії.